# Nyitány
Nyitány ist ein ungarischer Kurz-Dokumentarfilm von János Vadász. 

## Handlung
Der Film zeigt in Zeitraffer die Entwicklung eines Hühnchens vom Sperma im Eigelb über die Entwicklung des Embryos über eine Zeitspanne von 21 Tagen bis zum Babykücken. Die Entwicklung wird untermalt durch Ludwig van Beethovens Ouvertüre aus Egmont.
Der Film kommt ohne Sprache aus.

## Rezeption
Der Film gewann den mit 15.000 Forint dotierten Hauptpreis beim II. Filmfestival in Miskolc im Mai 1965. Weiterhin gewann er die Goldene Palme für den besten Kurzfilm bei den Internationalen Filmfestspielen von Cannes 1965 und war bei der Oscarverleihung 1966 für den Bester Dokumentar-Kurzfilm nominiert.